# Посанж
Поса́нж (фр. Posanges) — коммуна во Франции, находится в регионе Бургундия. Департамент коммуны — Кот-д’Ор. Входит в состав кантона Витто. Округ коммуны — Монбар.
Код INSEE коммуны — 21498.

## Население
Население коммуны на 2010 год составляло 68 человек.
| 1962 | 1968 | 1975 | 1982 | 1990 | 1999 | 2010 |
| ---- | ---- | ---- | ---- | ---- | ---- | ---- |
| 69   | 78   | 68   | 49   | 54   | 45   | 68   |

## Экономика
В 2010 году среди 32 человек трудоспособного возраста (15—64 лет) 21 были экономически активными, 11 — неактивными (показатель активности — 65,6 %, в 1999 году было 65,0 %). Из 21 активных жителей работали 18 человек (10 мужчин и 8 женщин), безработных было 3 (1 мужчина и 2 женщины). Среди 11 неактивных 1 человек был учеником или студентом, 5 — пенсионерами, 5 были неактивными по другим причинам.